# ウィザード・バトル 氷の魔術師と炎の怪物
『ウィザード・バトル 氷の魔術師と炎の怪物』（ウィザード・バトル こおりのまじゅつしとほのおのかいぶつ、原題：Дед Мороз. Битва магов、ロシア語のラテン文字表記法：Ded Moroz. Bitva magov、英題：Santa Claus. Battle of the Magi）は、2016年12月24日に公開されたロシアのファンタジー映画。監督はアレクサンドル・ヴォイティンスキ、主演はタイシャ・ヴィルコフ、ニキータ・ヴォルコフ、ヒョードル・ボンダルチュークらが務めている。
日本では劇場未公開。2017年11月2日にトランスフォーマーから日本語吹替版のDVD（TMSS-375/レンタル:TMSD-441）が発売された。パッケージのキャッチコピーは「光VS闇! 一万年に渡る、因縁の戦い!」。

## キャスト
※括弧内は日本語吹替
- マーシャ - タイシャ・ヴィルコフ（竹下礼奈）
- ニキータ - ニキータ・ヴォルコフ（竹内想）
- マロース - ヒョードル・ボンダルチューク（佐々木祐介）
- カラチュン - アレクセイ・クラフチェンコ（入倉敬介）
- リナ - イリーナ・アントネンコ（堀籠沙耶）
- イリヤ - イゴール・チェーホフ（岡本堂玄）
- マックス - フィリップ・ゴレンシュタイン（伊藤聖将）
- ステパン - タラス・グルシャコフ（水野駿太郎）
- ドブロホート - セルゲイ・バデューク（高野智哉）
- ワノ - セルゲイ・マカロフ（町田広和）
- アシャ - アナスタシア・ゼンコヴィッチ（小原莉子）
- マーシャの父 - イゴール・ベロエフ（西山慎哉）
- マーシャの母 - クセニア・アルフェロワ（高橋春香）
- ビタリー - ウラジミール・ゴスティウキン（猪野和真）
- イリーナ - イリーナ・アントネンコ（小林明日香）

- その他の日本語吹き替え：大前帝司、河原健二、澤江和綺、名嘉眞将吾、横田拓真、藤田麻美
- ワノ、運転者、兄弟5、料理担当者、隊員4、守衛、医師：（町田広和）
- 隊員1：（乙部真衣）
- 生徒1：（塩原明美）
- 生徒6：（風呂谷洸）
- スタッフ1：（森永有果）
- 参加者3：（倉本祥子）
- 生徒18：（丸山智伎）
- 出典：外画「ウィザード・バトル 氷の魔術師と炎の怪物」に竹内想、町田広和、乙部真衣、アカデミー生5名が出演！

## スタッフ
- 監督：アレクサンドル・ヴォイティンスキ
- 製作：ゲオルギー・マルコフ、レフ・カラセフ、ウラジミール・ポリャコフ、アレクサンドル・ヴォイティンスキ、アレクサンドル・イェルモロフ
- 製作総指揮：アナスタシア・アコピアン、ダニール・マクホート
- 脚本：アレクサンドル・ヴォイティンスキ、レフ・ムルゼンコ、レフ・カラセフ
- 音楽：アルチョム・ワシーリエフ
- 撮影：アントン・ゼンコヴィッチ
- VFX：アルマン・ヤシン、ロマン・ボブロフ、ヴィクトール・ラキソフ

## 日本語版制作スタッフ
- 演出：サイトウユウ
- 翻訳：渡邊一治
- 録音・調整：稲垣聡
- 制作：チャンスイン